# 요한 팔리사
요한 팔리사(독일어: Johann Palisa, 1848년 12월 6일 ~ 1925년 5월 2일)은 오스트리아의 천문학자이다. 체코 오파바에서 태어났다.
1874년 136 오스트리아를 시작으로 1923년 1073 겔리바라까지 122개나 되는 많은 소행성을 발견했다. 그 중에서 153 힐다, 216 클레오파트라, 243 이다, 253 마틸데, 324 밤베르가, 719 알베르트 등이 유명하다.
소행성 914 팔리사나와 달의 팔리사 충돌구 이름이 그를 기려 이름붙여졌다.

## 어린 시절
1866년부터 1870년까지 빈 대학교에서 수학과 천문학을 공부했으나 1884년까지 대학 졸업은 하지 못했다. 1870년부터 대학 천문대의 조교로 일하기 시작했으며, 일년 후에 제네바의 천문대에서 일자리를 구하게 되었다. 그 몇년 후인 1872년, 팔리사는 24세에 풀라의 오스트리아 해군 천문대의 책임자가 되었다. 1874년 3월 18일, 풀라에서 팔리사는 그의 첫 소행성 136 오스트리아를 발견하였다. 이후 27개의 소천체와 하나의 혜성을 발견했다. 풀라에서는 6인치 굴절 망원경을 사용했다.